# بخش استقلال (شهرستان واشینگتن، اوهایو)
بخش استقلال (به انگلیسی: Independence Township) یک منطقهٔ مسکونی در ایالات متحده آمریکا است که در شهرستان واشینگتن، اوهایو واقع شده‌است.
 بخش استقلال ۷۳٫۸ کیلومتر مربع مساحت و ۳۸۷ نفر جمعیت دارد و ۲۹۱ متر بالاتر از سطح دریا واقع شده‌است.